# Nicolás Fasolino
Nicolás Fasolino (3. januar 1887 i Buenos Aires i Argentina – 13. august 1969 i Santa Fe) var en af Den katolske kirkes kardinaler, og var biskop/ærkebiskop af Santa Fe 1932-1969. Han blev kreeret til kardinal af pave Pave Paul 6. i 1967.
Han deltog under Det andet Vatikankoncil 1962-1965.